# Яркая ложная жаба
Яркая ложная жаба (лат. Pseudophryne corroboree) — вид бесхвостых земноводных из семейства австралийских жаб. Обитает на небольшой территории юга штата Новый Южный Уэльс, а также в штате Виктория.

## Описание
На спине имеет продольные чёрные полосы, которые чередуются с блестящими жёлтыми полосками. Любит лужи, болота, влажные пастбища. Питается насекомыми. Живёт в альпийском поясе. Много месяцев находится в зимней спячке. Половая зрелость наступает в 4 года. Самцы строят гнёзда и соревнуются за самок в декабре. Жабы полигамны. Икрометание происходит в летне-осенний период. Самка откладывает за один раз 20—38 яиц. Головастики развиваются в 4—6 месяцев. Для самозащиты жабы производят алкалоид, который содержится в её коже. Это помогает защищаться от хищников.